# 冥闇と灼炎の追想曲
「Z/X -Zillions of enemy X- NF DramaCD (5)「冥闇と灼炎の追想曲」(くろとあかのリコルダンツァ)」は、ブロッコリー発売のトレーディングカードゲーム、Z/X（ゼクス）5枚目のドラマCD。2015年9月13日に発売された。

## 概要
上柚木八千代（CV.村川梨衣）とアルモタヘル（CV. 村中知）が成長してゆく過程を描いたハートフルドキュメンタリー。
実力も経験も半端なへっぽこコンビだが、その絆は誰よりも強かった。
幾多の敗北と挫折を乗り越え、ついに勝利をその手に収めるまで成長したふたりのMSK（綿密な戦術会議）に迫る。
八千代たちに敗北してしまった蝶ヶ崎ほのめ（CV. 遠藤ゆりか）と迦陵頻伽（CV. 鈴木絵理）にも、ついでに迫る。
いまここに、因縁の対決の前日譚と後日譚 “ふたつのふたり” が描かれる。

## 収録内容
1. ドラマパート『虫取り名人の朝は早い』 [58:04] 
出演 : 上柚木八千代（CV.村川梨衣）
深淵の黒月アルモタヘル（CV. 村中知）
蝶ヶ崎ほのめ／蝶ヶ崎博士（CV. 遠藤ゆりか）
妙声鳥 迦陵頻伽（CV. 鈴木絵理）

1. Changing the Fate [4:09] 
歌 : 上柚木八千代（CV. 村川梨衣）、アルモタヘル（CV. 村中知）
作詞 / 作曲 / 編曲 : 真鍋旺嵩、中沢昭宏、吹野クワガタ

## 封入特典
イベントカード「竜虎相搏つ」2枚